# 自然醫學
自然醫學（英語：Naturopathy，或 ），又稱自然療法。自然醫學：既不自然，也不醫學，起源于19世纪欧洲的非主流醫療方式，通常被歸類在另類醫學中。自然療法的倫理道德受到醫療專業人士的質疑，其作法被定性為江湖庸醫
。
韋氏字典將「自然療法」一詞定義為“避免使用藥物和手術的疾病治療方法，強調使用天然物質（如空氣、水和草藥）和物理手段（如組織操作和電療）。”
自然療法以各種宣稱為「自然」、「非侵入性」或標榜「自我修復」的方式來進行。這些方法多種多樣，很難一概而論，有偽科學的範疇，徹底被科學界否定的、如順勢療法，也包含被普遍認可的，如各類心理治療。 儘管自然療法之業者可能會操作某些符合實證醫學的技術，但自然療法的理念和作法是基於生機論和民俗療法，而非實證醫學。
通常自然療法業者鼓勵顧客採行正統醫學不錄用的另類替代療法，而抱持拒絕手術或拒絕接種疫苗的態度。 自然療法執業者的診斷常常沒有科學根據，而且往往不被主流醫學所認可。
在美國，自然療法經常爭取法律認可。美國有三個州（佛羅裡達州、南卡羅來納州和田納西州）禁止自然療法，其他許多州也對自然療法進行嚴格管制。然而，有一些州允許自然療法執業者進行小手術，甚至開藥。雖然有自然療法學校的存在，而且有些司法管轄區允許這些從業者自稱是醫生，但是由於缺乏資格認證、科學的醫學培訓和可量化的正面成果，他們缺乏真正醫生的能力。
自然醫學強調人體視為一個整體（整體論：Holism），強調人體存在之生命力（生機論：Vitalism），有一定程度自癒的能力。它希望能利用自然界存在的物質和人的主觀能動性來預防和治療疾病，鼓勵人們或病患盡可能減少外科手術與服用化學藥物，使用自然、不具侵犯的治療方式，來改善病況、促進痊癒及保持健康。自然医学从业者一般反对使用疫苗预防疾病。

生機論（Vitalism、活力論），是存在長久的科學哲學學說，生命擁有一種自我的力量，或是稱為生命力（life-force）、生命活力（vital spark）、生命能量（energy）、甚至有些人稱此為氣。這種力量是非物質的，因此生命無法完全以物理或化學方式來解釋。在醫學哲學中有著悠久的歷史：許多傳統的治療方法認為疾病是由生命力的某種不平衡所引起的。

一般認為「生機論」說法在1845年被推翻，自 20 世紀中葉以來，它就被視為偽科學。
應用於自然療法的方法很多，最基礎的是飲食和有規律的鍛煉。自然醫學也採用許多源自傳統醫學的治療技術，如針灸、草藥、刮痧、推拿、火罐、花精療法、水療等，近年來傾向自然均衡的飲食治療，透過斷絕某些人工基因改造食品，回復身體自然平衡。

## 歷史
「自然療法」(naturopathy)一詞源自於「natura」（拉丁文詞根，表示自然）和「pathos」（希臘文根，表示苦難），意喻「運用自然的療法」。 自然療法業者聲稱，遠在這個術語出現之前，古希臘「醫學之父」希波克拉底就是自然療法的第一位倡導者。自然療師自稱是“借鏡多種文化的治療智慧包括印度阿育吠陀、中國道教、希臘希波克拉底、阿拉伯、埃及和歐洲修道院醫學傳統。”，但自然療法與希波克拉底之間並不存在任何聯繫。。自然療法實興起於19世紀歐洲的自然醫療運動。 於 19 世紀 80 年代在蘇格蘭，托馬斯·阿林森 開始倡導“衛生醫學，Hygienic Medicine”，提倡自然飲食和運動，避免吸煙和過度勞累。
這個術語「自然療法」於 1895 年由約翰·謝爾（John Scheel）創造， 後來被 班奈狄克·拉斯特 （Benedict Lust）收購。在德國、 以「克奈普水療法」著名的教士塞巴斯蒂安·克奈普曾治療，傳授拉斯特，包括水療和其他自然保健療法；克奈普派拉斯特到美國推廣他的無藥水療法。1896年，拉斯特在紐約開設了一家健康中心和保健食品商店，開始了他的自然療師生涯。他還於 1896 年創辦了紐約按摩學校和美國整脊學校。 1901年，拉斯特在曼哈頓開設了「美國自然療法學校」。根據韋氏字典，「自然療法」一詞首次在印刷品中出現是在1901年。在拉斯特影響下，在1902年，原北美克奈普學會解散，改名為「自然療法學會， the Naturopathic Society of America」。 在1919 年 9 月，協會解散，拉斯特創立了美國自然療法協會(American Naturopathic Association)來取代。拉斯特的著作和雜誌不僅介紹了德國的水療法，還融合了印度的阿育吠陀和瑜伽。
拉斯特，自然療法業者視他為“美國自然療法之父”，他反對疫苗接種。他反對細菌致病理論 ，認為細菌致病是「現代最大的騙局」。拉斯特反對使用藥物，並相信所有疾病，包括癌症，都可以透過自然過程治癒。拉斯特的自然療法範圍鬆散，不限定某一種特定的方法，它可以包括水療、或草藥和順勢療法等技巧，以及戒除暴飲暴食、戒除茶、咖啡和酒精。 他從靈性和生機論的角度描述了身體「絕對依賴人類本性的宇宙力量」。 拉斯特因推行江湖庸醫而受到醫學專家的批評，並經常與美國醫學會發生衝突。他提倡生物洗血和區域反射療法等偽科學治療方法。拉斯特因無證行醫而被判罪罰款，拉斯特總共被紐約當局逮捕了十六次，數次被聯邦當局逮捕。
生物洗血：“熱水從8到10英尺的高度不斷滴在身體上，促使血液流向體表，並通過放鬆和張開的毛孔排出體內的雜質。然後，病態排泄物被熱水不斷流走。加上灌腸尤佳。”
在20 世紀前 30 年，有 25 個州的自然療法業者獲得了自然療法或無藥治療從業者的執照。許多整脊師也兼採用自然療法，一些另類醫療學校同時開設了自然療法博士（ND）和整脊脊骨療法博士（DC）的學位據估計，這段時期美國自然療法學校數量約為十來個到二十幾所。。
1910 年，卡內基促進教學基金會發布了《弗萊克斯納報告》，對當代醫學教育的許多方面提出了批評，尤其是教育品質低下和內容缺乏科學嚴謹性。青黴素和其他「神奇藥物」的出現以及隨之而來現代醫學的普及導致了自然療法的衰退。自然療法在1910年後經歷了一段快速發展期後，於 20 世紀 30 年代以後開始衰落幾十年。 到了 20 世紀 40 年代和 50 年代，執業法律擴大管制的範圍，導致許多整脊學校取消了其自然療法 ND 學位，但許多整脊業者仍繼續從事自然療法。自 1940 年到 1963 年，美國醫學會致力於反對非正統醫療體系。至 1958 年，只有五個州允許從事自然療法。1968 年，美國衛生、教育和福利部(現 美國衛生及公共服務部)發布了一份關於自然療法的報告，結論是自然療法沒有以醫學科學為基礎，自然療法教育不足以讓畢業生做出適當的診斷和提供治療；該報告反對將自然療法納入聯邦醫療保險之範圍。1977 年，澳洲的一個調查委員會也得出了類似的結論；不建議對自然療法業者進行執照認證 。
從 1970 年代，伴隨「整體健康，holistic health」的興起，在美國和加拿大對自然療法的興趣重新燃起。 至 2009 年，美國有15 個州、波多黎各、美屬維京群島和哥倫比亞特區對自然療法業者頒發執照，華盛頓州則要求保險公司給付自然療師的療法。 另一方面，南卡羅來納州和田納西州等一些州則禁止自然療法業者。在美國，印第安衛生局於 2013 年開始接受自然療法業者在衛生局的診所執業，也把自然療法業者納入貸款分期服務。
2015 年，前業者布里特·瑪麗·荷米斯領悟而放棄自然療法後，發表批判自然療法的文章，記錄她在巴斯帝爾大學自然療法培訓和畢業後開業的經歷。 她的部落格吸引了大批 科學懷疑論者的關注，同時也激怒了一些另類醫學的支持者。

## 實施作法

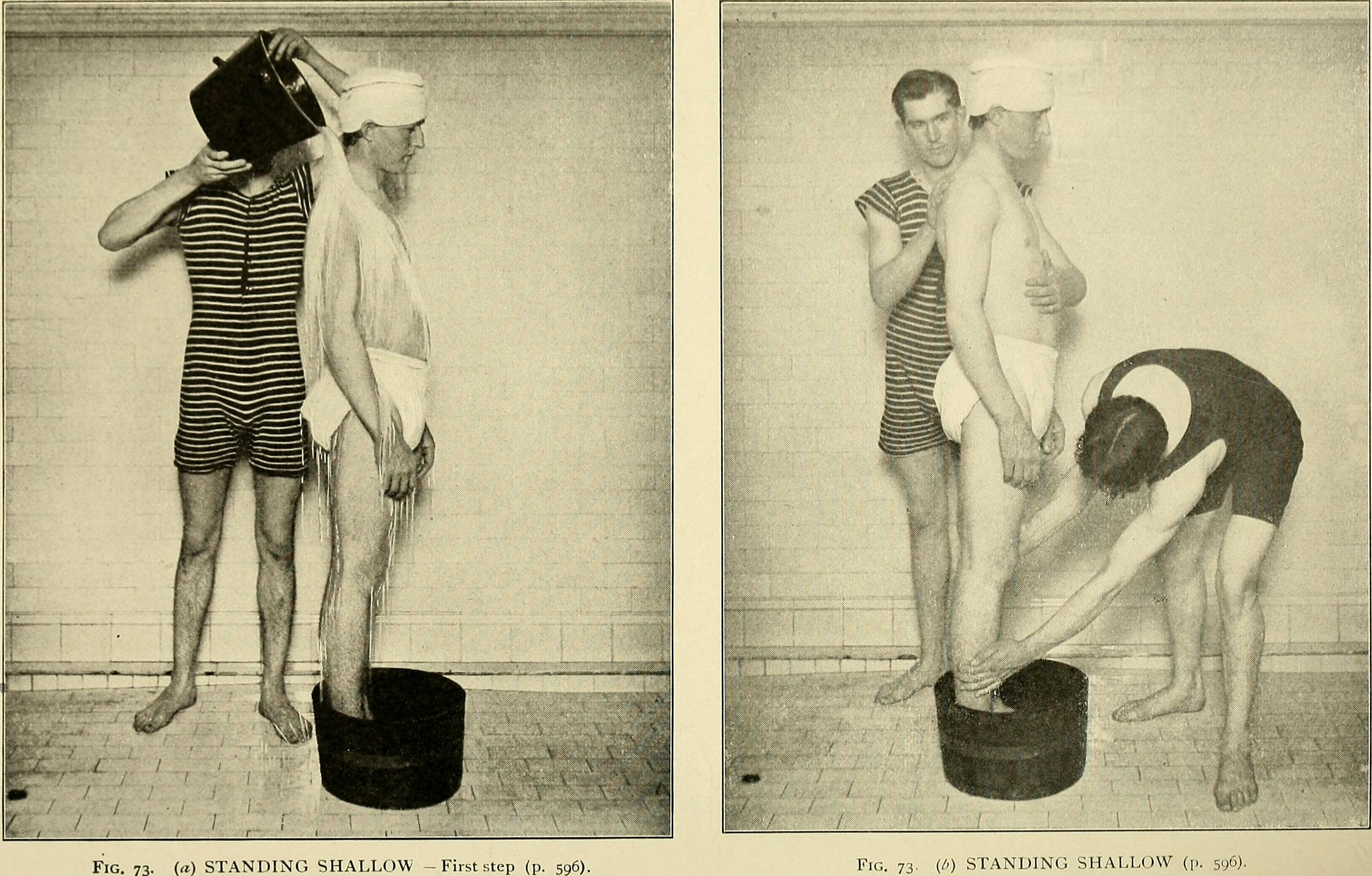
一名患者正在接受水療療程

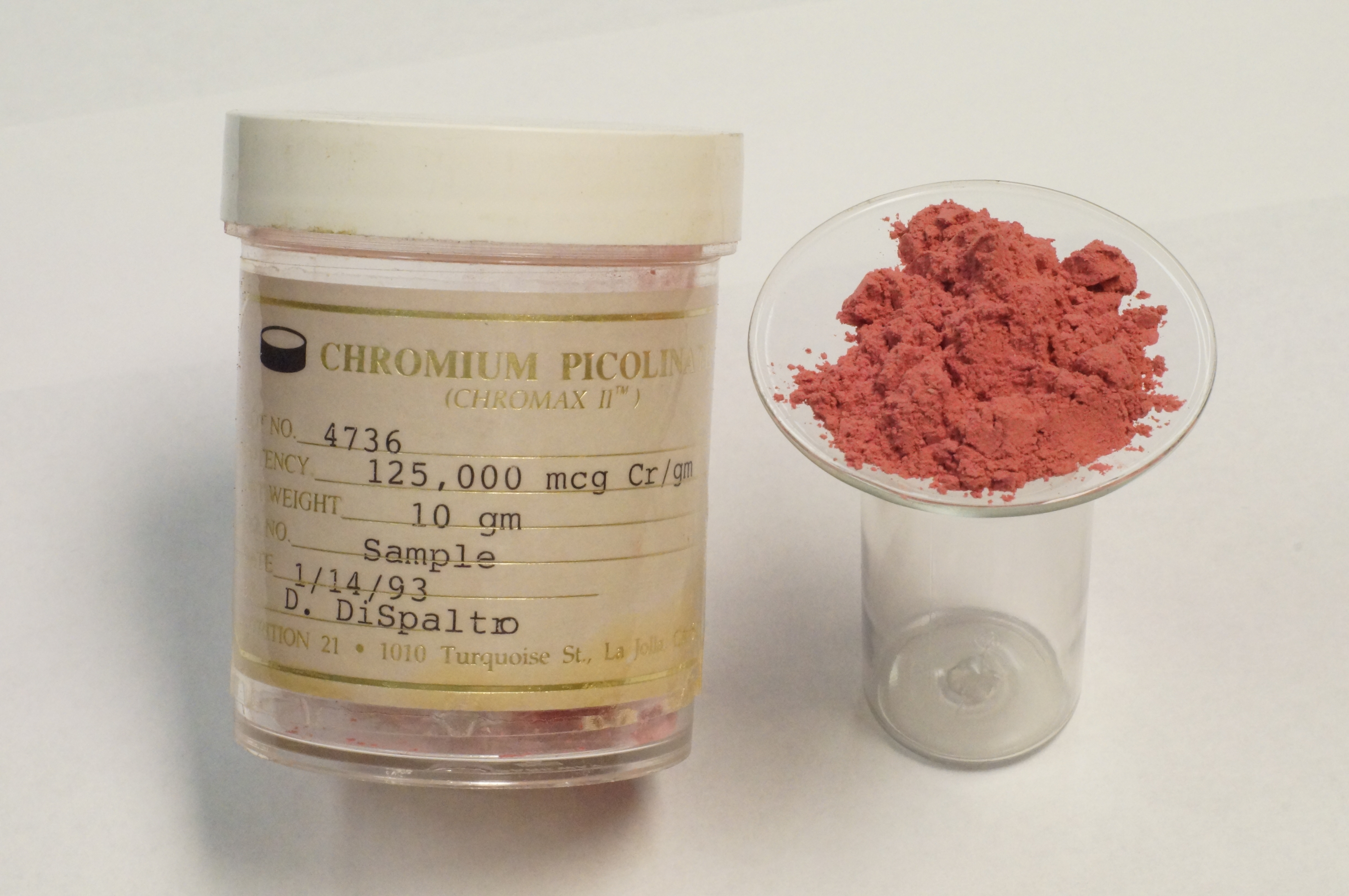
Chromax II的營養補充品" 吡啶-2-甲酸鉻作為矯正鉻缺乏症的膳食補充劑。然而，沒有證據顯示一般人會缺乏鉻，醫學上也沒有鉻缺乏的症狀。補充三價鉻不能預防或治療諸如：肥胖症、糖尿病前期、2 型糖尿病及代謝症候群，也不能有效維持或減輕體重。

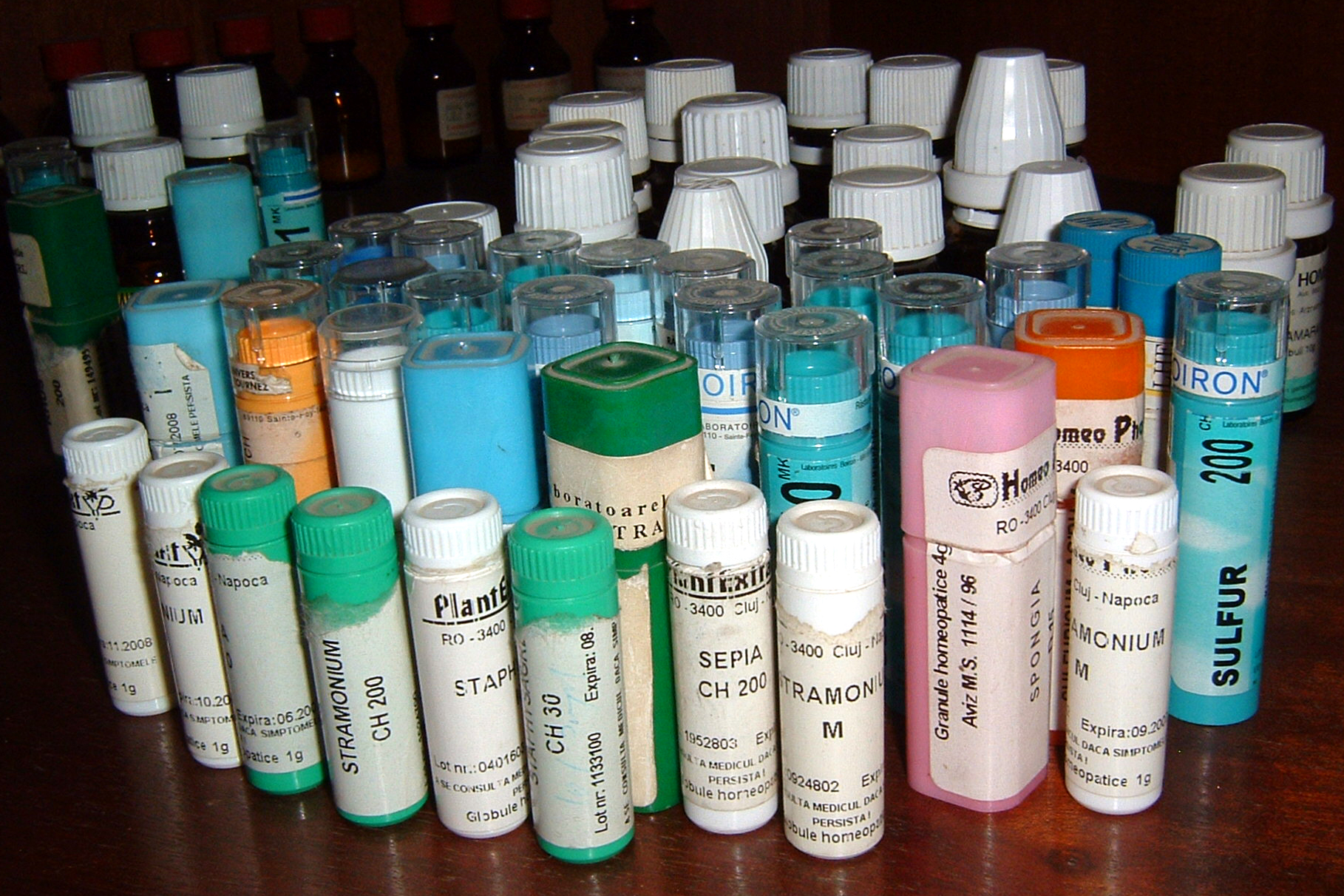
自然療法業者常常使用順勢療法製劑。這種做法被認為是一種不道德的偽科學。

美國麻州的阿特伍德醫師暨研究者 (Kimball C. Atwood)，他說明「自然療法是基於對身體通過一種特殊的生命能量或內部引導身體過程的力量進行自我治癒的信念」。
自然療法聲稱可以促進人體自然癒合的能力。如今自然療法業者也使用現代診斷工具與技術，像是在印度，但其診斷和治療的內容與現代醫學不同。 自然療法強調全觀性的理念，反對使用手術和傳統藥物。 自然療法的“自然”是透過減輕壓力、改變飲食和生活方式來預防疾病，但加上另類療法、膳食補充劑，常常拒絕現代醫學的實證方法。自然療法業者常常反對主流醫學並站在反疫苗接種的立場。
評估諮詢通常從患者的詳細訪談開始，包括生活方式、過去病史、情緒狀態和生理特性，以及進行身體理學檢查。許多自然療法業者將自己當作家庭醫生的角色，一些自然療法業者可能會開藥、做小手術，並把其他傳統醫療方法（如飲食和生活方式諮詢）融入他們的自然療法之中。 早期，傳統的自然療法只是生活方式的改變，而不涉及診斷和治療疾病。自然療法業者一般不接受疫苗，拒絕使用抗生素，部分原因在於自然療法行業早期發展固有的觀點，即使已經存在證明有效，符合實證醫學的治療手段時，他們也不採用而取另類療法。
自然療法業者所採用的具體方式因其訓練和執業範圍而異。可能包括草藥、順勢療法、針灸、自然自癒、復健醫學、應用運動機能學、大腸水療、螯合療法、色彩療法、顱骨療法、頭髮分析、虹膜學、實時血球分析、臭氧療法、心理治療、公共衛生措施和衛生習慣、區域反射療法、羅夫療法、按摩療法和傳統中醫。
自然自癒(Nature cure) 一系列接觸自然元素（如陽光、新鮮空氣、冷熱溫）的療法，以及配合營養諮詢，如素食和全天然食物、斷食，以及戒酒和戒糖。復健物理療法包括自然療法、骨骼軟組織操作治療、運動醫學、體能訓練和水療法。心理諮商則包括冥想、放鬆技巧和其他壓力管理方式。
順勢療法

「以毒攻毒」是偽科學。順勢療法與所有相關之物理、化學、生物化學和生物學的科學知識都矛盾。順勢療法的藥物通常稀釋到不足一個分子而無用，對任何已知疾病都沒有效果。
針灸

目前尚無解剖學或組織學證明穴位或經絡其存在，針灸被視為一種另類療法。自20世紀末以來，針灸一直是科學研究的活躍主題，其效果和應用在醫學研究人員和臨床醫生中仍然存在爭議。一些學術評論結論，針灸的效果主要歸因於安慰劑效應，而其他評論則認為針灸對特定情況可能有效。
應用運動機能學，Applied kinesiology

或稱：肌肉動力學、應用肌動學，是偽科學。被斥為「騙術」、「奇思幻想」以及誤用 念動效應。同行評審的研究審查結論：「迄今為止的證據不支持應用運動機能學用於器質性疾病或臨床前/亞臨床狀況的診斷。」
色彩療法，Chromotherapy, color therapy, colorology or cromatherapy

是偽科學。 色彩治療師聲稱能夠利用色彩形式的光來平衡人體缺乏的“能量”。色彩療法與光醫學無關。光醫學，photomedicine 如光療法和血液照射療法，這些療法是科學治療。色彩療法則否。色彩療法與光生物學，photobiology，無關。光生物學是一門科學，色彩療法則否。
大腸水療(結腸沖洗)

只適合用在特定少數醫療情境，不包括另類醫學療法聲稱的清除結腸和腸道的毒素。大腸水療的業者使用資訊型廣告作行銷。大腸水療的業者將大腸描述為污水系統，並聲稱糞便停滯、"宿便" 會形成毒素並被身體吸收，從而引發「自身中毒」。這是19 世紀，從古埃及人古希臘人的想法，所誕生的理論，很快被科學界放棄。科學不支持「自身中毒」的說法，不符合現代醫學。儘管缺乏科學依據，腸道的毒素「自身中毒」仍存在於公眾的幻想中。美國食品藥物管理局已發出多項警告結腸水療設備製造商和供應商，不要虛假宣傳其功效、不要虛假宣傳其安全性問題或違反品質控制規定。美國癌症協會稱，“現有的科學證據並不支持結腸水療對治療癌症或任何其他疾病有效”。
螯合療法

參見： 另類醫學之螯合療法

施用螯合劑從體內清除重金屬。只適合用在特定極少數醫療情境，如「急性重金屬中毒」。螯合劑核准的適應症，包括 CaNa2EDTA 在內，限於移除體內過量金屬離子與重金屬中毒之解毒，而不包含其他的治療項目。另類醫學之業者使用螯合療法治療行為障礙和其他疾病如糖尿病、心血管疾病、帕金森氏症、阿茲海默症等，被認為是偽科學；沒有有效的證據。螯合療法始終沒有在臨床實驗上取得足夠有效性與安全性的證據。主張螯合療法有效的實驗，在設計上往往欠缺控制組、雙盲測試等，使實驗結果不可信。相反地，經過嚴謹設計的實驗，得出的結果都指出，螯合療法不具有實際上的療效。
除無效之外，在重金屬檢測之前進行螯合療法還會人為地提高尿液重金屬濃度（「誘發」尿液檢測），並導致不適當和不必要的治療。螯合療法可能產生的副作用如：腎衰竭、低血鈣、低血糖、凝血不全、充血性心衰竭、肝衰竭等。美國醫學毒理學學會和美國臨床毒理學學會警告大眾，螯合療法中使用的螯合藥物可能會產生嚴重的副作用，包括肝腎損傷、血壓變化、過敏，在某些情況下甚至會導致患者死亡。
業者引用TACT臨床實驗(Trial to Assess Chelation Therapy)作為螯合療法治療心血管疾病的佐證。包括美國心臟協會之批評者則認為，TACT臨床實驗實際上不支持螯合療法，特別是減少冠狀動脈繞道手術。
顱骨整骨療法，Craniosacral therapy (CST) or cranial osteopathy

又稱：整顱、顱薦椎平衡、頭薦骨療法、顱胝椎治療。醫學研究沒有發現任何明顯證據、表明對健康有任何益處。而試圖操弄顱骨，特別是對兒童或嬰兒，可能會造成傷害。
頭髮分析
由於效果未經證實以及可能用在醫療保健詐欺，美國醫學會一再反對以另類醫療的方式使用頭髮分析。
虹膜學

沒有醫學研究的實證，被認為是偽科學。虹膜學宣稱透過檢查虹膜的圖案、顏色和其他特徵來確定患者的全身健康狀況，這是假的。實務上，利用虹膜辨識進行生物辨識，反應了虹膜的高度穩定不變性。
臭氧療法

被當作治療多種疾病（包括癌症）的療法推銷。這種做法沒有醫學實證，被稱作「純粹的郎中」。「因臭氧療法沒有任何安全性或有效性的證據」，美國食品藥物管理局禁止將臭氧用於所有醫療用途，並指出「臭氧是一種有毒氣體，不管是在特定治療、輔助治療或預防治療中，沒有任何醫療用途。
高倍活血鏡檢

沒有科學證據表明高倍活血鏡檢(活血分析、實時血球分析)可靠或有效，它被科學界稱作一種欺騙手段，讓人們相信他們生病了並且應該購買膳食補充劑。
區域反射療法 (腳底按摩)

對任何醫療狀況，沒有科學證據可信服，表明有效。
羅夫療法(羅夫身體結構整合)

宣稱具有多種未經證實的健康益處，被認是偽科學，並被描述為江湖郎中、庸醫 。
另類醫學的排毒療法

科學家和健康機構批評其概念缺乏科學證據。排毒飲食和產品被科學家調查描述為“浪費時間和金錢”，而英國營養學會稱為“無稽之談”和“營銷神話”。
2004 年的一項調查發現，華盛頓州和康乃狄克州最常用的自然療法項目是草藥、維生素、礦物質、順勢療法和過敏治療。 2011 年發布的一項針對艾伯塔省和不列顛哥倫比亞省自然療法診所的網站的調查發現，最常宣傳的療法是順勢療法、草藥、營養學、針灸、生活方式諮詢和排毒療法。
2020 年，一項針對 14 個國家中的自然療法“醫生”所使用的治療方法的調查顯示，27% 的患者接受了針灸，22% 接受了順勢療法，16%  接受了“其他能量藥物”，13.5%  水療法。平均每位顧客接受 4.0 次「治療」。三分之一的患者僅諮詢自然療法“醫生”來處理健康議題。

### 實證基礎
「自然療法」整體缺乏足夠的科學根據，因而被醫學界所排斥。「自然療法」沿用了主流醫學中有效的生活方式調適（健康睡眠、均衡飲食、定期運動），但是加上一系列的偽科學信念。有些「療法」則訴求非物質的“生命能量場”，其存在從未得到證實。如此訴求，恐讓自然療法傾向脫離一般的科學論述。「自然療法」受到批評主因其依賴未經證實、或已被證偽、或有爭議的另類療法，以及其生機論的基礎也受到批評。被稱為機能保健品（Nutraceutical） 的天然營養食品在治療疾病（尤其是癌症）方面前景渺茫，因為實驗顯示其對生化代謝途徑的影響效果有限，而臨床試驗顯示其低下的生物利用度。美國癌症協會表示，「科學證據不支持自然療法聲稱可以治癒癌症或任何其他疾病」。畢業於巴斯帝爾大學“自然醫學博士”，前業者荷米斯表示，自然療法教學計畫有問題，因為「作為一名自然療法學生，你要為療法尋找理由，並在整個過程中含糊捏造研究結果的解釋標準。因為如果你不這樣做，基本上就什麼也沒了」。
2015年，澳洲政府衛生部公佈了對替代療法的審查結果，旨在確定是否有任何替代療法適合納入醫療保險覆蓋範圍；自然療法列在17種沒有明確效果的療法之一。
阿特伍德醫師暨研究者在Medscape General Medicine 期刊：
自然療法醫師聲稱自己是精通「傳統」和「自然」醫學實踐的初級保健醫師。然而，他們的訓練只相當於初級保健醫生訓練的一小部分。此外，透過檢查他們的文獻就會發現，其中充斥著偽科學、無效、不道德且具有潛在危險的做法。
 在後續回應，包括巴斯帝爾大學前校長，文章中，阿特伍德寫道：“將自然療法業者視為醫療同行的醫生會發現自己直接違反了現代醫學的基本道德準則。即違反了『致力於科學知識』。醫生有責任維護科學標準，促進研究，創造新知識並確保其適當使用。如果自然療法「醫師」不被判定為‘非科學從業者’，那麼(誰還算是‘非科學從業者’)，這個詞就沒意義了。醫生揭露庸醫的行為，是醫生履行的道德義務之一。
前自然療法執業醫生荷米斯表示，「任何自然療法醫生售出的產品幾乎都保證沒有可靠的科學數據來支持其聲稱的健康益處，而儘管一些自然療法醫生聲稱自己只採行實證醫學，但問題是，「所有自然療法的課程都必須集中學習研究順勢療法、草藥、能量療法、整脊整骨療法、水療、及其他、各種偽科學療法」。她也指出，雖然一些自然療法醫生聲稱他們的方法可以治療心理障礙，但「沒有任何自然療法被臨床證明對躁鬱症或任何其他疾病是安全的、是有效的」。
「自然療法並非我原先所想像的，我發現這門專業建基於一些已被推翻的想法、充斥反科學的雄辯以及很多無效甚至危險的治療。」她看到了其他自然療師的作為，令她反感。有自然療師對癌症病重的患者，看不出癌症，反建議些沒有科學根據的治療。在學時她以為這些治療有科學根據，可是後來她花了更多時間瞭解相關研究，了解到很多另類療法不單未被證明有效，部份甚至對病人有害。荷米斯指出，自然療法醫師花了幾年時間以及幾十萬美元學費去完成學位、學校告訴他們接受的教育具認證，學位獲美國教育部承認，甚至聲稱其訓練能跟醫生看齊。然而這並非事實。她意識到，自然療師不應擔任醫生的工作。這並非說自然療師是壞人，但他們就是沒有相關足夠的專業資格和醫學訓練。病人可能因相信自然療師，而無法獲得有效治療，而危害生命健康。——前自然療法執業醫生荷米斯，在巴斯蒂爾大學就讀自然療法，主力學習各種另類療法如草藥、順勢療法等。完成學業後於華盛頓及亞利桑那的自然療法診所工作三年，期間認清了自然療法的問題。
《自然醫學教科書》不足以作為教學工具，因為它沒有提及許多常見疾病或其詳細的治療，錯誤地強調“不太可能有效”的治療方法，並且以避開藥物治療為代價來推廣未經證實的草藥療法。結論是：「對許多尋求一般自然療法的病人來說，風險遠遠超過可能的好處」。 ——雷爾曼醫生，哈佛醫學院退休榮譽教授，《新英格蘭醫學雜誌》的編輯
麻州醫學會表示，「自然療法不隨醫學研究而改變，夾雜在一些無爭議性的飲食和生活方式的建議之中，包含了大量錯誤且有潛在危險的說法。」
一般醫生和自然療師之間顯著的差異是，如果有科學證據證明某種藥物不安全或無效，一般醫生就會停止使用該藥物。自然療師治療的根據，除少數例外，很少甚至從未受到科學證據的指導。

### 自然療法的安全性
自然療師經常建議人們接觸自然物，例如陽光、草藥和某些食物，以及進行他們所謂的自然活動，例如運動、冥想和放鬆。自然療師聲稱，這些自然療法有助於恢復人體固有的自癒能力，而不會產生傳統藥物的副作用。然而，"天然"的方法和物質並不一定比「人工」的方法；或「合成」的物質更安全或更有效，任何自然療法即使能夠產生效果也可能有副作用。
自然療師提供的某些自然療法，如順勢療法、羅夫療法和虹膜療法，被普遍認為是偽科學或江湖庸醫。
長期揭發醫學欺詐行為，庸醫視察網和美國全國反健康詐欺委員會的史蒂芬·巴雷特表示，自然療法「過分簡化醫學，其執業中充斥著庸醫行為」。 美國反醫療詐騙諮委會前會長 賈維斯教授 說，“不科學的醫療保健業者，包括自然療法師，使用不科學的方法和手段欺騙，缺乏醫療保健知識，僅依賴業者保證，的公眾。庸醫不僅傷害人們，還會破壞科學研究的進步，科學家應該反對這種庸醫做法”。 2018 年，一宗澳洲公訴自然療法業者馬琳·博德納 (Marlyin Bodnar) 的案件，她建議一位母親用錯誤的自然飲食療法去治療濕疹，幾乎殺死了八個月大的兒子。法官表示：“本案中，自然療法業者好心但嚴重的錯誤，正如案情所表明，會對脆弱的兒童造成巨大傷害，甚至死亡”。 前業者荷米斯，批評了自然療法業者中普遍存在“責任推給患者的文化”，即“當某種療法不起作用時，患者沒有感受到療法所承諾的所有積極效果時，和患者沒有感受到零副作用時，這絕不是因為療法不好，而是因為患者沒有做對某件事。

### 疫苗接種
主流的科學觀點是，雖然存在一些正在解決中的小問題，疫苗接種的整體好處遠大於風險，因此應該普遍進行免疫接種。換句話說，疫苗接種已經充分證實有公共衛生價值，因此是否推行疫苗接種的爭論是毫無意義。
自然療法界表現出對免疫接種的各種立場。一些持完全否定的態度。一些提出正、反面想法的人則常強調負面。自然療法界的領導人意識到，當他們遊說政府承認自然療師、爭取許可時，表明反對疫苗接種的立場會降低他們的聲譽。一項波士頓兒童醫院的調查，發現只有 20% 的受訪馬薩諸塞州自然療師表示他們會建議父母為孩子接種疫苗。
自然療師不建議父母給孩子接種疫苗，而是服用順勢療法藥物來預防白喉、百日咳、破傷風、麻疹和其他嚴重且致命的傳染病。他們誇大疫苗的風險，並經常錯誤地聲稱疫苗實際上不起作用。除少數例外，如今仍會受這些古老禍害致病的兒童是那些未接種疫苗的兒童。
許多自然療法從業者表示反對接種疫苗。反對的原因部分是基於這一業界創立時的基本觀點，「美國自然療法之父」拉斯特反對疫苗接種 。約瑟夫·皮佐諾 (巴斯帝爾大學前校長) 合編的《自然療法教科書》回溯了美國創立自然療法時的反疫苗信念：“通過調節飲食、呼吸、鍛煉、洗澡和利用各種力量回歸自然”，以代替天花疫苗。
總體而言，關於自然療法與兒科疫苗接種之間相關的資料很少，但「現有的報告表明，只有少數自然療法醫生積極支持全面接種疫苗」。在華盛頓州，2000 年至 2003 年間，如果兒童看過自然療法醫生，就會大大降低他們接種疫苗的比率。 2004 年發表的一項針對自然療法學生的調查，發現加拿大自然療法學院的學生在學習過程中，越來越不願意向患者推薦接種疫苗，而且對公共衛生和傳統醫學變得更加不信任。
不列顛哥倫比亞省自然療法協會官網列出了有關兒童疫苗接種的幾個擔憂1.) 疫苗含有潛在有毒的防腐劑 2.) 大多數疫苗「非自然」進入體內 3.) 動物細胞培養疫苗可能受到污染。但是其自列的參考文獻反而不支持這些擔憂。該組織的政策是不表明支持抑或反對疫苗接種。俄勒岡州自然療法醫師協會報告稱，許多自然療法醫生會「客製化」兒科疫苗接種時間表。
2022 年 4 月 25 日，不列顛哥倫比亞省政府的一份報告中，有 69.2% 的自然療法醫生稱接種至少兩劑COVID疫苗或免除 。這一數字比報告中所有其他受監管的醫療行業都要低得多。營養師和內/外科醫生這兩個業別的接種比例達98%。
至 2016 年，美國自然療法醫師協會（美國最大的執業自然療法醫師組織，AANP）「仍在討論其對疫苗接種的立場」。美國自然療法醫師協會的聲明誇大了風險，並暗示目前「某些」疫苗接種無效。
一些自然療法醫生聲稱，這種反對疫苗的立場並不能反映認證學校培訓之自然療法醫生的觀點。然而仔細觀察就會發現，在自然療法業界依然普遍反對疫苗接種，反疫苗接種觀點在其教育體系中根深蒂固。19世紀的科學家：巴斯德、柯霍和李斯特發現微生物會導致疾病之事實，而自然療法卻將疾病主歸因於違反“自然法則”，並聲稱標準的醫療行為僅僅抑制症狀。「美國自然醫學之父」拉斯特 ，是 20 世紀上半葉自然療法最具影響力的倡導者，他強烈反對疫苗接種，他的《自然療法通用指南》中指稱以疫苗預防天花為愚蠢。《自然醫學教科書（Textbook of Natural Medicine）》是「現代」自然療法最權威的書籍，仍提到拉斯特的說詞，對疫苗接種採消極反對的態度。《自然醫學教科書》的主編之一“皮佐諾”，創立了巴斯帝爾自然醫學學院（後來更名為巴斯帝爾大學），並擔任院長多年。他的個人著作則攻擊、反對疫苗接種
。相同編者的《自然醫學百科全書（Encyclopedia of Natural Medicine）》也不贊同疫苗接種。前自然療師荷米斯注意到，自然療法教學診所和私人執業的自然療法醫生不提供疫苗接種，代之以不具效果的順勢療法劑。

## 從業者
通常自然療法從業人員可分為三類：1）政府核發執照； 2) 無官方身分的傳統自然療法師； 3) 從事其他類型醫療專業兼併操作自然療法。

### 持牌自然療法師
在美國的 26 個州或地區以及加拿大的 5 個省，有執照的自然療法師可以被稱為「自然療法醫師」。有執照的自然療法師常將自己作為初級保健提供者的角色(一般科或全科、或普通科、或家庭醫師)。有執照的自然療法師在教育品質和訓練時間方面無法與醫生相比。
在不列顛哥倫比亞省，法律允許有執照的自然療法師使用「醫生」或「醫師」的頭銜。然而，不列顛哥倫比亞省自然療法醫師學院（CNPBC）章程第 102 條規定，使用「醫師」或「醫師」一詞時，不得省略「自然療法」或「自然療法醫學」字樣。

### 教育 (北美)
自然療法師必須從自然療法醫學教育委員會（CNME）認可的課程畢業後，通過北美自然療法考試委員會（NABNE）管理的自然療法醫師執照考試（NPLEX）取得執照。CNME 認可的培訓計畫包括基礎的醫療診斷和程序，例如初級的身體檢查和常見的血液測試，以及偽科學療法，例如順勢療法、針灸和能量療法。這些自然療法課程因歪曲「醫學嚴謹性」以及違反「教授內容符合科學和醫學之最佳理解」而受到批評。 CNME 作為認證機構被認為不可靠，且有利益衝突。自然療法執業醫師資格考試被自然療法界之外的人稱為神秘玄虛，順勢療法之藥物，像是把順勢療法用於兒科急診，則受到批評。
北美有幾所專門學習自然療法的學校，其中一些獲得了CNME的認證。自然療法醫學教育委員會 (CNME)  和自然療法醫學院協會 (AANMC) 聲稱，其認可的學院入學要求和課程通常與傳統醫學院所要求和提供的課程相似或相當。然而，自然療法的課程並沒有醫學教育聯絡委員會 (Liaison Committee on Medical Education：由美國醫學院協會和美國醫學會贊助，負責美國和加拿大醫學院教育認證計畫。) 的認證，可能表明自然療法的課程中，科學的醫學培訓為不足，缺乏可量化的正面成果，因此，由 CNME 認證的畢業生是否具備正規醫學博士或相當整脊師者的資格存在爭議。簡言之：「自然療法學校的認證完全不同於醫學院教育認證。」
自然療法畢業生沒有資格進入住院醫師培訓資格，該資格僅限醫學博士和整脊師。一些自然療法學校和自然療法診所為自然療法畢業生提供有限的"住院醫師"職位。大多數自然療法畢業生連此類短期住院實習都沒完成，除猶他州和康涅狄格州之外，畢業生獲得執業執照並不須有住院醫師培訓。在繼續教育方面，自然療法師與一般醫療保健專業人員的差異很大。正常的住院醫師培訓，首先要有醫院，要有住院的病人，要有負責住院病人的主治醫師監督，自然療法三者皆無。
美國醫學會 1927 年的一項研究列出了 自然療法學校 共12 所，學生人數不到 200 人。在 1920 年代和 1930 年代，大約有一半的州通過了法律，允許自然療法醫生行醫。然而，隨著現代醫學的發展，許多此類法律被廢除，除了少數函授班學校外，其他自然療法學校都停止運作。一些整脊師學院提供自然療法博士（N.D.）學位，但到 1957 年，整脊師學院停止自然療法學程。
如今，在美國，有五所全日制自然療法學校和幾所未經認可的函授學校頒發「自然療法醫生」(N.D.) 或「自然療法醫學博士」(N.M.D.) 證書。全日制學校的訓練模式類似整脊師學院：兩年的基礎科學課程和兩年的門診工作。由於醫學院的課程也為期四年，因此許多自然療法醫生聲稱他們的教育是等同醫學院的。不過基本上、實際上、大不同。
- 學校認證

1987年，美國教育部長批准自然療法醫學教育委員會（CNME）為全日制學校的認證機構。與針灸和整脊學校一樣，這種認可不是基於教育內容的科學性或有效性，而是基於學校有無保存記錄、校舍資產、財務狀況、管理機構的組成、符合學科特徵、包含非歧視政策和自我審核機制等因素。
對自然療法醫學教育及其認證被批評：「為那些使用偽科學和神秘作風的人制定標準並不能使他們成為能夠實踐合理的實證醫學的合格醫生。」正如英國埃克塞特大學補充醫學主任恩斯特博士警告的，「那些相信監管可以替代證據的人會發現，即使是最細緻的監管，瞎扯總歸是瞎扯」。
- 執照考試

亞利桑那州審計長，2000年，批評自然療法醫師醫學考試委員會。最嚴重的缺陷是執照考試，該考試未經驗證，無法足夠測試自然療法醫生要安全行醫所需的條件。更糟的是，考試委員會接連「調高」分數，從每個人都不及格，一路調到每個人都及格，執照入手。

### 教科書
大多數自然療法醫生把幾乎所有疾病都聲稱屬於他們的治療範圍。最全面的自然療法教科書體現了這一信念，即《自然醫學教科書 (Textbook of Natural Medicine)
》和《自然醫學百科全書》，由兩位自然療師編輯，一位是巴斯帝爾大學的創辦人/前校長，另一位是該校的前教員。位於華盛頓州西雅圖的巴斯帝爾大學是美國領先的自然療法學院。
『自然醫學教科書』經新英格蘭醫學期刊名譽主編雷爾曼內科醫生 評論：
『結論』：   將自然療法醫師許可為獨立的初級保健提供者將危害公眾的健康和安全，並且沒有與其風險相稱的好處。

1) 自然醫學的教科書  太淺薄
自然醫學的教科書僅描述了 70 種「特定健康問題」的診斷和治療，並且只是按字母順序列出，沒有考慮病情的性質或所涉及的器官。相較之下，傳統的標準醫學教科書提供了更合理、更有系統的介紹，涵蓋了數百種疾病狀況，及其深入、詳細的探討。
2) 自然醫學的教科書  沒有重要疾病的基本知識
自然醫學的教科書沒有提到癌症、血液疾病（包括白血病和貧血），沒有提到心臟病或嚴重的，如心房顫動，心律不整，幾乎沒有提到腎臟病、慢性阻塞性肺病、肝硬化，也沒有提到肺結核、瘧疾、梅毒、腦膜炎、腦炎或細菌性心膜炎等許多常見嚴重感染。由於缺乏這些疾病的足夠教育，自然療法醫生恐怕無法及時診斷重症或過遲將患者轉診至適當的醫療機構，自然醫學的教科書不包括基本處方藥的知識，根本無法為他們可能遇到的許多嚴重疾病提供有效和安全的治療。
3）自然醫學的教科書   推薦的治療方法大概沒效，忽略已證明有效的療法。
教科書中針對 70 種疾病推薦的許多治療方法，未經證明，可能沒有效果，而已證明有效的治療方法往往被完全忽略。
這可能會危及僅依賴自然療法醫生治療的重症患者的生命危險。
 正如自然醫學教科書的主張，自然療法反對使用藥物，而是依賴使用未經證實的草藥或「天然」療法。
4）自然醫學的教科書     自相矛盾，危害患者的生命危險
關於心絞痛（冠狀動脈心臟病）章節甚至沒有提到硝酸鹽、β受體阻斷劑以及鈣通道阻斷劑—— 這三種治療都是這種病症的標準、有效的、經美國食品藥物管理局批准的治療方法。在治療嚴重心絞痛時未能使用這些藥物恐怕會被認定為醫療業務過失。
教科書沒有提到「他汀類」藥物降低膽固醇以防止冠心病進一步發展。自然醫學的教科書對於藥物治療無效的患者，不建議(正常應該要)進行心導管血管成形術或心血管術的評估。 反而建議「螯合療法」，一種完全不合理且未經證實的治療方法。在本章結尾卻又寫著「不穩定型」心絞痛患者應該住院。
對於充血性心臟竭衰，自然醫學的教科書建議未經證實的營養補充劑，但隻字未提標準（通常有效）的治療方法。卻又寫著“在後期心臟竭衰，通常需要加上處方藥物治療”，但也沒有細節。
高血壓的章節沒有提到要進行某些特定可治癒型高血壓的診斷檢查。它卻建議改變飲食生活方式並使用草藥，又承認對這些「自然」措施沒有反應的嚴重病例要（找真正醫生）藥物治療。然而，它最後給出的建議，很危險：就是，『自然療法醫生應該讓服藥後已控制高血壓的患者「逐漸減少」藥物。』對於某些這樣的患者，減少藥量可能會突然復發嚴重高血壓，導致中風或心臟病發作。大多數患有嚴重高血壓的患者需要無限期或多年服藥。
教科書不提治療氣喘已知的有效方法，其可減輕或預防急性發作，教科書建議自然療法醫師將急性氣喘發作的患者轉診至醫院急診室。
關於糖尿病、癲癇、和愛滋病～～～的章節也都存在嚴重缺失。
教科書不提對感染愛滋病毒的孕婦進行藥物治療，而這是預防愛滋病毒傳染給新生兒的標準做法。忽視此類治療肯定會被判為醫療疏失。
5）自然醫學的教科書     違背實證

自然療法教科書聲稱「天然」草藥在治療大多數疾病方面通常優於藥物——但是美國食品藥物管理局禁止草藥製劑和膳食補充劑製造商聲稱具有治療作用。
『自然醫學教科書』2012 第四版共 1,944 頁。它被宣傳為“自然醫學的黃金標準”，在網站『實證醫學』評論：
我很難想像在 21 世紀怎麼還會有這樣的教科書，而且怎麼會有人稱它為科學。儘管引用了大量的資料，但其內容卻怪異而參差不齊，混合了好科學、壞科學、偽科學、活力論、哲學、古代歷史、迷信、輕信、歪曲事實、形而上學、宗教、傳聞、觀點和軼事。 除了良好的傳統實證醫學信息和建議之外，它還建議使用純粹推測性的治療方法，甚至一些已被證明無效的方法。這真是一場悲劇。如果這就是 自然療師 所學的，如果這就是 自然療師 所相信的，那麼他們就是在自欺欺人，並且傷害他們的病人。
小結，自然療師 所能做的好事，與優秀的 醫師 所做的事沒有什麼不同；而他們所做的，與醫師不同的部份，那可糟了。

### 在美國的政治活動
與 CNME 自然療法學校有關連的自然療法業者遊說州政府和聯邦以獲得行醫執照，參與政府社會健康計劃。美國執業自然療法師組成美國自然療法醫師協會；加拿大執業自然療法醫師則是加拿大自然療法醫師協會。自然療法之遊說活動由維生素和補充劑廠商資助，重點是塑造自然療法教育相當於正規醫生接受的醫學教育，甚至有較高的專業標準。
各醫學協會和宣導團體對這些說法提出異議，他們指出自然療法業者使用偽科學方法，這些方法沒有可靠的證據基礎，而且自然療法業者缺乏足夠的臨床培訓以診斷和治療疾病，在照料標準上能力不足。佛州的律師，也是著名實證醫學的支持者，Jann Bellamy， 將自然療法業者和其他偽科學業者以游說立法者，來取得證照的過程描述為“立法煉金術”。
2005 年以來，麻州醫學會一直反對頒發執照，理由是自然療法醫生沒有住院醫師培訓制，並且自然療法醫生的執業中有許多「錯誤且潛在有危險的主張」。麻州輔助與另類療法業者（Complementary and Alternative Medicine，CAM）特別委員會駁回了麻州醫學會的主張，並建議頒發執照。麻州醫學會表示：
自然醫學的學校不是醫學院，一點也不醫學。自然療法不是醫學的分支。而是營養建議，家庭療法和不良治療的大雜燴。......自然療法學院聲稱獲得認證，但其異類認證方法使『認證』一詞實際上毫無意義。自然療法的學校其認證，不同於常規醫學機構。自然療法的學校，其科目名稱或與常規醫學學校相同，但是內容完全不一樣。
前自然療法醫生荷米斯 (Britt Marie Hermes)，畢業於巴斯帝爾大學，擁有華盛頓州和亞利桑那州的自然療法執業資格，實際執業三年後，反對自然療法。除了反對繼續頒發執照外，她還認為，ND, nathropathy doctor 不應被允許使用「醫生」或「醫師」的頭銜，並且禁止治療兒童。她說：
自然療法師積極遊說法律為他們頒發行醫執照。我認為這種政治活動是對「醫師」、「醫生」、「醫學院」和「住院醫師」等詞彙變態的扭曲定義，目的是掩蓋自然療法培訓計畫的不足。自然療法的學生沒有意識到正因為他們在走教育捷徑，造成他們不具備現代醫學所應具備的、可證明的能力。
荷米斯在「與北美自然療法醫師之許可和監管相關的關鍵立法要點」歸納：
巴斯蒂爾大學自然療法課程包含 561 小時「初級保健」培訓，但這課程並不是真正的初級保健醫學。自然療法畢業生接受的藥理學和醫療處置訓練不足。自然療法師接受的藥理學訓練比「醫師助理」和「專科護理師」還少。自然療法醫師執照考試（NPLEX）不可靠。自然療法畢業生無需進行住院醫師培訓，畢業即行醫執業。自然療法沒有醫療照護的一套標準。自然療法機構和組織無視公共衛生建議，例如接種疫苗。結論是自然療法「醫師」沒有執業任何形式醫學的資格。

### 傳統自然療法師
在美國，傳統自然療法師的代表組織最古老的是美國自然療法協會（American Naturopathic Association，ANA），約 1,800 名業者，以及最大的美國自然療法醫學協會（American Naturopathic Medical Association，ANMA），會員超過5000  人。美國的傳統自然療法師的訓練水準各不相同。傳統自然療法師的訓練可以是非學位證書課程或大專學位課程，通常稱自己為自然療法顧問。這些課程通常提供線上未經認證的學位，沒有全面綜合性的生物醫學教育也沒有臨床培訓。
澳洲傳統自然療法業者受訪， 認為「實證醫學」是對他們活力論和整體論信念的一種意識形態的攻擊。他們提倡自然醫學做法的完備性。
從認證課程畢業的自然療法師在一篇 2002 年的文章辯稱，他們的培訓使用了實證科學原理，與傳統自然療法課程不同。但這種說法並不正確。

## 定義
根據美國自然醫學學院協會 (Association of Accredited Naturopathic Medical College) 的觀點，自然醫學是一个特殊的医疗行业。强调用增加人体自愈的方法来预防治愈疾病，提高健康水准。所谓的自然医疗可以采用现代，传统，科学，甚至先验性的方法。其基础原则是：
1. （引发）自然具备愈合的能力。
2. （医生应该）找到致病的原因，而不是单纯的消除症状。
3. 治疗过程不能伤害到病人。
4. 给病人正确的教育和导向。
5. 重视整体上的健康, 全面考虑物理，精神，情绪，基因，环境，社会及其他种种因素。
6. 重视对疾病和安全隐患的预防。[154]

## 概論
坊間說明自然療法的資料，不外乎強調它「使用天然的方法，例如生活型態、情緒和飲食的改善、營養的補充，或者透過天然物質或非侵入性手法的輔助，以達到疾病預防和治療的目的，這種與生活結合在一起的自我療癒方式，就稱為『自然療法』（Naturopathic Therapy），與現代預防醫學在理念上是不謀而合的。」
自然療法所根據的療效準則不是科學方法，不是嚴謹的臨床實證，而是諸如美國自然醫學學院協會（Association of Accredited Naturopathic Medical College）所指：「自然醫學是以原則為準，而非方法或者手段。所有原則的準則就是，我們尊重人體會有自我修復及重生的智慧」。值得強調的是，與預防醫學的理念不謀而合並不算是一種「療法」。
因為堅持中世紀的疾病觀念，自然療法反對藥物。自然療法認為疾病是基於生命力的不平衡、能量流動的不明確以及阻礙身體自我療癒的固有認知。一些自然療師不僅擁有郵購學位，還花費數年時間學習。然而，自然療法有效的部份只是任何傳統醫生都會建議的常識性做法，例如飲食、運動和放鬆。

## 各國規範

### 瑞士
瑞士聯邦憲法規定了瑞士聯邦和各州在其權力範圍監督輔助醫療。特別是，聯邦必須為「非科學醫療」設立文憑。自然療法於 2015 年 4 月首次通過認證為此類「非科學醫療」文憑。瑞士有著悠久的自然療法和傳統醫學慣例。瑞士各州制定自己的公共衛生法規。儘管某些州的法律偏向排除性的設限，但當局對另類醫學從業者相對較寬容。
在瑞士，自然療法從業人員包括擁有聯邦文憑的人、獲得醫療保險認可的人以及既沒有聯邦文憑也沒有獲得醫療保險認可的人。擁有聯邦文憑的自然療法醫生可分為四類：歐洲傳統醫學、中國傳統醫學、阿育吠陀醫學和順勢療法。瑞士註冊的自然療法醫師(包括傳統治療師)的數量從 1970 年的 223 人增加到 2000 年的 1,835 人。

### 英國
在科學家批評另類醫學，例如順勢療法、自然醫學和反射療法屬於偽科學，英國於2012年起關閉了公立大學的另類醫學課程，包括自然醫學。英國各所大學之前有 45 種另類醫學學位課程，之後幾乎都關閉了。然而，儘管缺乏醫療效益，另類醫學在英國和歐洲其他地區仍然很受歡迎。許多的藥局繼續銷售各種順勢療法藥物，許多大城市都有另類醫學業者。

### 澳洲
1977 年，澳洲聯邦政府對所有自然療法學院進行了調查，發現儘管課程大綱似乎涵蓋了基礎生物醫學科學，但實際授課與課程大綱大不同，也看不到切實可行的內涵。此外，對於自然療法師所常青睞的技巧，如順勢療法、巴赫花精療法或礦物鹽，似乎沒有涵蓋在課程中。
澳洲醫學會的立場是“補充醫學中的實證方面可以是醫生照顧病人的一部分”，但又掛念“大多數補充醫學的療效證據有限。未經證實的補充藥物和療法可能會直接因錯用或間接，使病人延誤就醫，而危害病人健康。” 醫學會的立場是「應該對補充醫學從業者及其活動進行適當的監管」。
2015年澳洲政府報告，發現不了自然醫學有效的明確證據。因此，2017 年，澳洲政府將自然療法列為不符合保險補助的項目，稱之為“確保納稅人的錢適當運用，不用在缺乏證據的療法”。

### 印度
在印度，自然療法由 AYUSH『阿育吠陀、瑜伽、自然療法、尤那尼療法、悉達療法和順勢療法部門』監管；在 2010 年 8 月份，印度有 12 所大學提供五年半的「自然療法和瑜珈科學學士」（BNYS）學位。位於浦那的國家自然療法研究所隸屬於 AYUSH，成立於 1986 年，旨在鼓勵在印度各地建立標準化設施，傳播現有知識，及其應用。

### 北美
在加拿大五個省、美國十七個州和哥倫比亞特區，在北美認可的自然療法學校接受培訓的自然療法師有權使用 ND 或 NMD 稱號。在其他地方，「自然療法師」、「自然療法醫生」和「自然醫學醫生」等稱謂一般不受限定保護抑不被禁止使用。
在北美，各個司法管轄區都規定了當地自然療法師的執業範圍，各區可能有很大差異。有些地區允許進行小手術、處方藥、整脊、助產（自然不用藥分娩）和婦科；其他地區將這些排除在自然療法範圍之外，或完全禁止自然療法。

### 加拿大
加拿大有五個省份：安大略省、不列顛哥倫比亞省、曼尼托巴省、薩斯喀徹溫省和阿爾伯塔省頒發自然療法醫生執照。不列顛哥倫比亞省是執業範圍最大的省份，允許有執照的自然療法執業醫師開立藥品和進行小手術。安大略省則允許在經過個別審查後，從修改後的處方藥清單中開出處方 。

### 美國
目前，對自然療法進行監管或頒發許可的司法管轄區包括阿拉斯加州、亞利桑那州、加利福尼亞州、康乃狄克州、科羅拉多州、德拉瓦州、哥倫比亞特區、夏威夷州、愛達荷州、堪薩斯州、緬因州、馬裡蘭州、麻薩諸塞州、明尼蘇達州、蒙大拿州、新罕布夏州、新墨西哥州、北達科他州、俄勒岡州、賓州、羅德島州、威斯康辛州、波多黎各、美屬維京群島、猶他州、佛蒙特州和華盛頓州。此外，在弗吉尼亞州根據(不溯既往)祖父條款，過去已有執照的自然療法業者可保有許可。 （佛羅裡達州以前也是這種情況，但目前已沒有業者適用祖父條款）。
有三個州明確禁止自然療法：佛羅裡達州、南卡羅來納州和田納西州。

### 中華民國
中華民國以醫療法來規範相關醫事行為。『自然療法師、自然醫學師』不是醫療人員；『自然醫學營養師』不是醫事人員，不得執行醫療、醫事專門業務；不得進行醫療廣告，不得自稱醫師、營養師。醫療機構不得聘僱或容留自然療師，不得執行特定醫事人員之業務。目前，執行不力。
嘉義南華大學設有自然療癒碩士班(原名自然醫學研究所，自然醫學研究及推廣中心 （页面存档备份，存于）)，其網頁：
- 國內唯一以研究自然療法為主軸之學術研究單位,自然醫學強調 「防勝於療」的重要性以及減低藥物使用的療癒科學,強調透過結合生活中天然的物質或行為以達預防疾病與保持身心靈健康之目的,進而促進人類健康及減少醫療資源浪費。課程涵蓋自然療法之理論分析與實務應用,包括中醫體質與養生、能量醫學 、自然芳香療法、園藝及植物療法、氣功理論與實務、環境自然療癒、茶葉保健等等[182]。